# Naviplane N500
Pour les articles homonymes, voir N500.
Le Naviplane N500 était un aéroglisseur français de grande capacité, conçu pour le transport commercial par la Société d'étude et de développement des aéroglisseurs marins (SEDAM) à Pauillac en 1977. Destiné à assurer des trajets rapides de passagers et de véhicules entre la France et le Royaume-Uni, il visait à concurrencer les aéroglisseurs britanniques de type SR.N4. Deux modèles furent produits, le N500-01 Côte d'Argent, détruit accidentellement en 1977 lors de sa construction, et le N500-02 Ingénieur Jean Bertin, qui fut exploité pour la liaison transmanche par Seaspeed (filiale de la SNCF et British Rail) puis par Hoverspeed. Bien que performant et capable de réaliser la traversé Douvres-Calais en seulement 22 minutes, le N500 dut faire face à des problèmes techniques et à des coûts d’exploitation élevés, notamment en raison de sa consommation de carburant et des frais d’entretien des turbines. Des difficultés de maintenance et des problèmes de fiabilité affectèrent également sa rentabilité, menant à l’arrêt du service du N500 en 1983 et à son démantèlement en 1985.

## Développement
En 1965, Jean Bertin fonde la Société d'étude et de développement des aéroglisseurs marins (SEDAM), initialement implantée à Marignane. En 1973, alors que la SEDAM rencontrait des difficultés financières, l’entreprise réussit à capter l’intérêt de l’État ainsi que de plusieurs partenaires privés pour soutenir ses projets, elle obtient ainsi un contrat pour la conception d’un aéroglisseur de 250 tonnes, le Naviplane N500. Ce modèle ambitieux visait à concurrencer les succès de la British Hovercraft Corporation, en particulier le SR.N4, un modèle réputé pour sa capacité à transporter jusqu’à 254 passagers. Conçu initialement pour surpasser les performances des modèles SR.N4, le N500 devait être équipé de deux ponts, offrant une capacité d’accueil de 400 passagers ainsi qu’un espace destiné au transport de 60 véhicules.
La SEDAM estimait que le marché du Naviplane N500 pourrait générer des ventes de 120 à 150 appareils sur les dix années suivantes, avec des clients envisagés aux États-Unis, au Canada, et au Japon. Ce potentiel commercial était évalué entre 2,4 et 3 milliards de francs de chiffre d’affaires pour la décennie. L’entreprise anticipait que cette demande permettrait au N500 de se positionner comme un acteur clé dans le secteur des transports maritimes rapides, partageant ainsi le marché avec les principaux fabricants britanniques d’aéroglisseurs.
Le premier modèle du N500-01, nommé Côte d’Argent, a été commandé par le département de la Gironde pour relier les ports de Le Verdon-sur-Mer et Royan. Destiné au transport rapide de passagers, cet aéroglisseur a pour mission de faciliter la traversée de l’estuaire de la Gironde en offrant une alternative moderne aux moyens de transport traditionnels. Ce projet s'inscrivait dans la continuité de la liaison exploitée depuis 1972 entre Blaye, Lamarque et Pauillac, assurée par un aéroglisseur Naviplane N300, modèle de 24 mètres et 30 tonnes baptisé Baie des Anges,.
Le second exemplaire, le N500-02, initialement baptisé Côte d’Opale renommé Ingénieur Jean-Bertin en hommage au fondateur de la SEDAM à sa mort, a été commandé par la Société Nationale des Chemins de fer Français (SNCF). Conçu pour le trafic transmanche, ce modèle visait à renforcer les liaisons maritimes entre la France et l’Angleterre en proposant un moyen de transport à grande vitesse adapté aux traversées internationales, notamment sur les lignes reliant Boulogne-sur-Mer, Douvres et Calais,.
La conception du projet Naviplane, initiée en 1973, repose sur un programme de recherche, intégrant des essais sur modèles réduits afin d'évaluer divers aspects techniques comme la stabilité dynamique, les performances en conditions défavorables, le confort des passagers et la maniabilité. Plusieurs modèles réduits navigants sont ainsi construits pour ces tests, et le Naviplane N300, baptisé La Croisette, est spécifiquement employé pour les essais des systèmes de jupes. Outre les deux premières commandes, le concept du Naviplane génère également un intérêt à l'étranger. Plusieurs options d'achat sont envisagées, notamment au Canada. Deux options supplémentaires furent posées par la Compagnie générale transatlantique pour une éventuelle liaison entre Nice et la Corse, mais ces options ne furent finalement pas maintenues.
En décembre 1975, la SEDAM transfère ses activités à Pauillac. Cependant, Jean Bertin décède le 21 décembre de la même année, laissant la direction des travaux sur le N 500 à l’ingénieur Paul Guienne, qui prend alors la relève du projet. Entre temps le département de la Gironde se désiste de sa commande ce qui contraint la SNCF d'accepter de prendre en charge le N500-01 afin de le mettre également en service sur la Manche. La construction des deux premiers modèles N500 a débuté en 1976, entraînant la réalisation presque simultanée de ces deux aéroglisseurs.
L'Arsenal de Lorient, sous la direction de la Direction des Constructions et Armes Navales (DCAN), a fabriqué la structure résistante du Naviplane N500. En mars 1976, cette structure, mesurant 50 mètres de long et 23 mètres de large, a été achevée et chargée sur le pont d'un cargo pour être transportée à Pauillac, en Gironde. Conçue en aluminium soudé, elle comprenait une base en treillis tubulaire, des caissons de flottabilité autour de la périphérie et une épine dorsale servant de couloir de circulation pour les autocars. Une fois arrivée à Pauillac, la structure a été équipée de ses superstructures, moteurs, aménagements et jupes par la SEDAM.
Le premier essai du N500-01 Côte d’Argent, se déroule sur la Gironde le 19 avril 1977. Au cours de cette première sortie de deux heures, le N500 parvient à maintenir une vitesse entre 40 et 45 nœuds (74 à 83 km/h). Le Naviplane devait être présenté aux autorités et à la presse, notamment au secrétaire d'État aux Transports, ainsi qu’au prince Charles lors de sa visite officielle du 9 mai 1977. Toutefois, le 3 mai, un grave incident se produit dans les ateliers de Pauillac. Alors que l’appareil est positionné sur des vérins pour permettre aux techniciens d’intervenir sous ses jupes, l’explosion accidentelle d’une lampe enflamme le contenu d’un seau de colle à proximité. Le service de sécurité, assisté par les pompiers de la ville qui n'étaient pas équipés pour ce type d'incendie, contribua involontairement à l'intensification du feu. En effet, l'aluminium et combiné chimique de l'eau sont utilisés en aluminothermie, un procédé qui favorise la fusion et accélère ainsi la combustion. L’incendie se propage rapidement sous l’aéroglisseur, entraînant sa destruction complète.
À la suite de l'incident survenu avec le premier modèle, les Chantiers Dubigeon-Normandie, qui ont repris la SEDAM en raison de ses difficultés financières, accélèrent l’achèvement du second exemplaire du N500-02 Ingénieur Jean Bertin . Après une série de premiers essais comprenant une trentaine de vols sur la Gironde, l'appareil quitte Pauillac le 25 novembre 1977, où il avait été construit. Sa destination finale est Boulogne-sur-Mer, où il doit être livré à la société Seaspeed, une filiale conjointe de British Rail et de la SNCF. Le trajet de livraison du N500-02 s'étend sur 750 milles (1 400 km) et devait initialement durer 25 heures, avec plusieurs escales. Le voyage débute par une première étape de 50 minutes vers Le Verdon. Le lendemain, l’appareil rejoint Quiberon, où il se ravitaille sur la plage de Pen-er-Lé, puis se dirige vers Douarnenez, atterrissant à la Lieue de Grève en fin de journée, attirant une foule de curieux. Le 27 novembre, il part pour Cherbourg, avec une escale imprévue à Erquy due à un incident technique. À son arrivée, le ravitaillement est retardé. Le 28 novembre, le N500 quitte Erquy, mais les conditions maritimes difficiles l’obligent à faire demi-tour après 45 minutes de vol. L’étape vers Siouville se déroule le 29 novembre, avec une arrivée à 12 h 30, suivie d’un ravitaillement avant de reprendre son vol vers Houlgate. La dernière étape vers Boulogne-sur-Mer est réalisée le lendemain matin, permettant au Naviplane d'atterrir à l’hoverport du Portel à 13 h 25. Après des essais finaux, il entre en service commercial le 5 juillet 1978.

## Conception
Le N500 est un aéroglisseur conçu pour se déplacer en sustentation proche du sol grâce à un système de ventilateurs qui génèrent une légère surpression. Cette faible pression limite les impacts sur les surfaces, permettant au véhicule de se déplacer sans causer de déformations significatives. Sa large base favorise un hydroplanage efficace, rendant le N500 pleinement amphibie, capable de se déplacer aisément sur l'eau et la terre sans dépendre de son support, grâce à une propulsion par hélices aériennes. Le N500 privilégie une architecture simple, il est propulsé et maintenu en sustentation par cinq moteurs indépendants, et son contrôle repose sur des gouvernails et des hélices à pas variable. Ce choix évite toute transmission ou mécanisme complexe, facilitant ainsi l'exploitation et la maintenance de l’appareil.

### Motorisation
Le Naviplane N500 utilise cinq turbines à gaz marines Avco Lycoming TF 40, un modèle modulaire dérivé des turbines aéronautiques de ce constructeur, déjà utilisé sur certains hélicoptères américains. Deux de ces moteurs alimentent la portance tandis que les trois autres assurent la propulsion. Chaque turbine TF 40 délivre une puissance de 3 000 chevaux, pouvant atteindre une puissance intermittente de 3 400 chevaux, avec une consommation de carburant de 1000 litres par heure. La propulsion est assurée par trois hélices à pas variable de 6,4 mètres de diamètre, conçues par la société Hawker Siddeley Dynamics et dérivées des hélices d’avion utilisées sur le Transall, notamment pour le moyeu et le système de commande hydraulique. Ces hélices, montées sur un portique en forme d'aile de 6 mètres par 20 mètres, tournent à une vitesse de 640 tr/min, réduite grâce à un système de réduction en trois étapes. Un frein intégré permet de les arrêter en cas de panne. L’alimentation électrique auxiliaire est assurée par deux turbo-alternateurs indépendants.

### Coussin d'air
Le système de sustentation repose sur une configuration multijupe, combinant plusieurs jupes souples de forme conique. Cette forme confère aux jupes une stabilité propre sous la pression intérieure, assurant ainsi une portance uniforme. Les jupes périphériques, alimentées à la fois directement et par l’air échappé des jupes internes, ceinturent l’ensemble, augmentant l'efficacité de la sustentation sans augmentation de puissance. Cet équilibre de sustentation se stabilise à une certaine hauteur de vol, atteinte lorsque la perte de charge dans le flux d’air est compensée par la surpression dans la jupe. Ce mécanisme assure une stabilité, car toute variation de pression qui élèverait le véhicule est automatiquement corrigée par une augmentation de la section de fuite, rétablissant la pression et la hauteur initiales de vol. Cette technologie diffère de celle du SR.N4, modèle concurrent britannique, qui repose sur un principe où l’air est dirigé vers les bords de l’appareil, créant une barrière aérodynamique maintenant la pression dans la zone centrale pour la sustentation.
La structure multijupe est composée de 48 jupes en Tergal enduit de Néoprène d’environ 4 mètres de diamètre, offre des avantages en sécurité et en stabilité. Disposées en deux couronnes concentriques (jupes centrales et périphériques), elles forment une double barrière qui optimise le flux d’air et réduit les besoins en débit grâce à un effet de labyrinthe. En cas de déchirement ou d'obstacle endommageant une jupe, les autres jupes maintiennent la portance de l'appareil, permettant ainsi une navigation stable et sécurisée sur terre et sur eau, même avec plusieurs jupes endommagées. Les jupes périphériques reçoivent l'air via des grilles à volets, contrôlables depuis la cabine de pilotage.Des vannes d’air fixées à la structure permettent de contrôler précisément le flux vers chaque groupe de jupes, assurant ainsi une répartition stable et efficace de la portance en fonction des conditions de vol.
Les ventilateurs axiaux, positionnés à l’avant de l’appareil de chaque côté du passage des véhicules, ont un diamètre de 4 mètres avec un moyeu de 2 mètres, comportant 43 pales. Ils tournent à une vitesse nominale de 900 tr/min, régulée par un système de réduction en deux étapes : une première réduction puis un engrenage biseauté qui redirige l’arbre de transmission à 90 degrés. L’air de sustentation, généré par ces ventilateurs, passe à travers un treillis situé entre le pont des véhicules et la coque avant d’être distribué dans les jupes via des ouvertures dédiées.Les ventilateurs de sustentation, conçus par la Société Bertin et fabriqués par Ratier-Forest, sont en fibre de verre renforcée pour une solidité accrue.

### Structure
La structure du Naviplane N500 est bâtie autour d’une coque principale renforcée par des poutres longitudinales soudées, qui font également office de chambres de flottabilité, assurant une sécurité doublée en cas d'incident. Au centre, une large poutre de 4,5 m de largeur sur 3,2 m de hauteur crée un passage pour les véhicules, tandis que des poutres en treillis latérales renforcent le pont de charge et garantissent un franc-bord de 75 cm. L’Arsenal de Lorient a pris en charge la fabrication de cette structure nécessitant des techniques de soudage spécialisées, maîtrisées par les équipes de la DCAN. Les portes avant et arrière étanches permettent un chargement de trois véhicules côte à côte. Au-dessus, la cabine de commande, située sur la coque, est accessible par un escalier menant au compartiment moteur de tribord. La solidité du pont des véhicules repose sur une structure en treillis composée de tubes et profilés, offrant une rigidité essentielle. Ce treillis supporte également les ventilateurs de sustentation, diffusant l'air pour générer une portance stable et efficace.

### Aménagement
Le Naviplane N500 est le premier aéroglisseur à être conçu avec une structure à deux ponts : un pont inférieur pour les véhicules et un pont supérieur pour les passagers. Ce choix permet d’optimiser l’espace utile sans accroître les dimensions globales, aboutissant ainsi à une structure plus compacte, légère et économique. En outre, cette disposition offre aux passagers, installés sur le pont supérieur, une excellente visibilité. La cabine de pilotage, qui s'inspire davantage du poste de commande d'un avion que de la passerelle d'un navire, peut accueillir deux pilotes et un navigateur. Le pilotage du N500 repose sur trois commandes, une commande du pas des hélices, qu'il est possible d’ajuster simultanément ou de manière différentielle via un manche ,une commande des gouvernes de direction, actionnée par un palonnier , et enfin, une commande de profondeur, similaire à celle des volets de gouvernes verticales. 
L'aménagement intérieur des cabines, conçu par le designer Michel Buffet, débuta par la nécessité de convaincre la SEDAM de l'importance de revoir les plans intérieurs afin de créer un espace accueillant pour les passagers, malgré l'absence de budget pour ces aménagements, à l'exception des sièges. En dépit de ces contraintes financières, Michel Buffet parvint à réaliser un aménagement à la fois esthétique et fonctionnel, inspiré des standards de confort des aéronefs commerciaux. Il inclut des parois et entourages de fenêtres, un plafond avec un éclairage diffus, des toilettes et des racks à bagages spacieux. L'ensemble fut aménagé avec des couleurs harmonieuses, principalement bleu et rouge, en accord avec celles de l'armateur, créant un contraste avec la multitude de sièges (deux cents par cabine). Bien que le budget consacré aux sièges fût limité, il était essentiel de garantir leur confort. Un fabricant de sièges pour bus et cars de la région lyonnaise fournit une solution adaptée, offrant des sièges à la fois esthétiques et ergonomiques, conçus pour résister aux chocs des vagues. Par ailleurs, un tissu spécialement conçu, disponible en plusieurs coloris, fut choisi en harmonie avec les autres revêtements.

## Exploitation commerciale

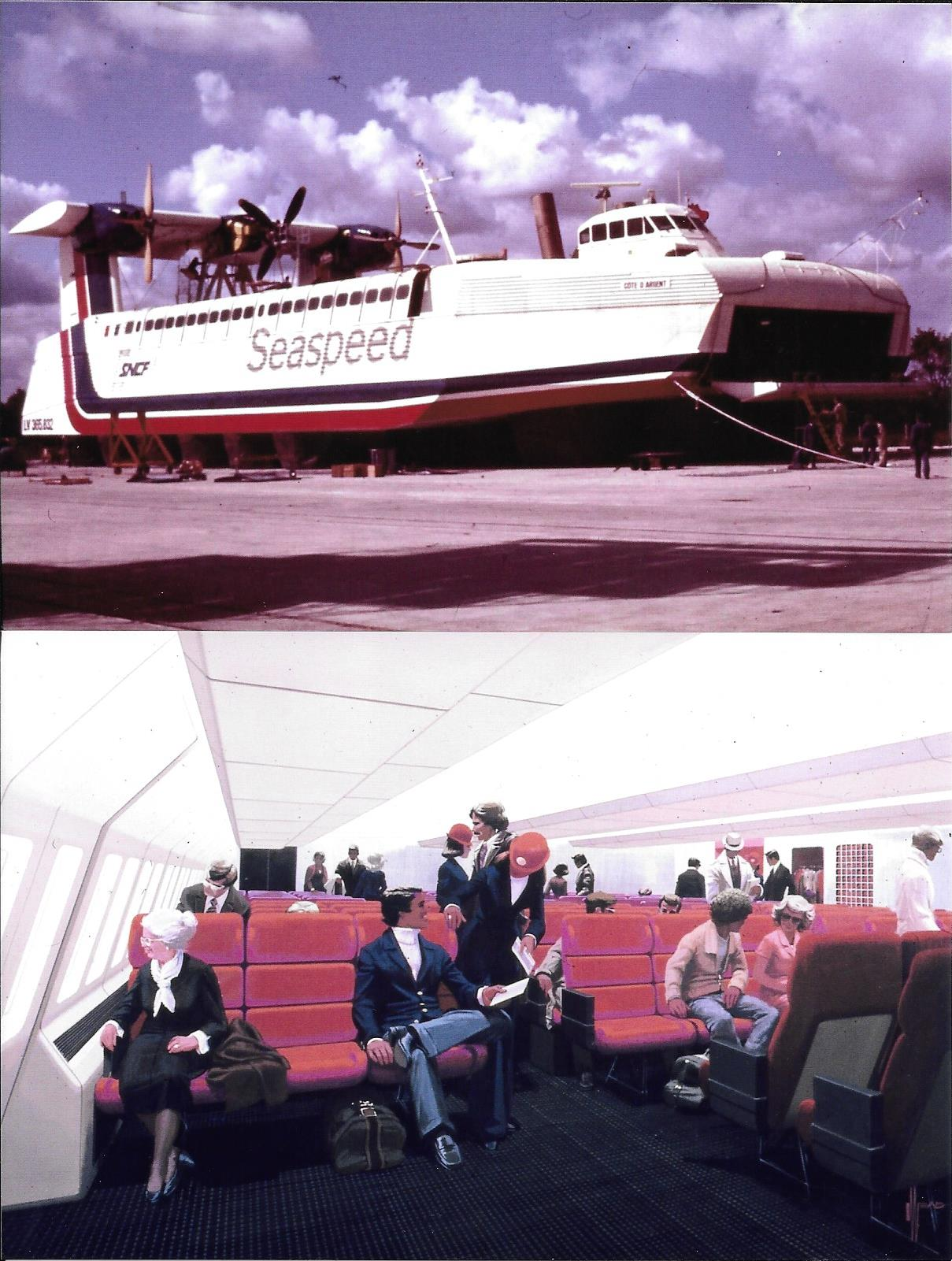
Le Naviplane N500-02 "Ingénieur Jean Bertin"

Le Naviplane N500-02 Ingénieur Jean Bertin fut exploité sur des liaisons transmanches à partir de 1978 par la société Seaspeed, filiale commune de British Rail et de la SNCF. Il opère alors aux côtés des aéroglisseurs britanniques SR.N4.
Le Naviplane a subi une révision majeure en 1978 en raison de problèmes de fiabilité liés à ses moteurs et à ses systèmes hydrauliques, ainsi que de son incapacité à franchir la rampe de Douvres par mauvais temps, lors des tempêtes, l'engin devait dévier vers Ramsgate qui possédait une rampe moins inclinée. Hoverlloyd avait envisagé d'acheter un N500, mais a finalement abandonné ce projet après que l'engin exploité par Seaspeed a démontré des performances décevantes. Déçue par les résultats, la S.N.C.F. a hésité à commander un autre appareil, le prix d'achat de 170 millions de francs et le délai de fabrication de trois ans, ont constitué des obstacles supplémentaires.
En 1979, l'engin a connu une panne totale de ses moteurs au large de Boulogne, affectant à la fois les trois moteurs d'entraînement et les deux moteurs de levage. Huit heures après l'incident, les passagers ont été évacués par hélicoptère. En 1979, l'appareil utilisé par la S.N.C.F. a été indisponible pendant environ la moitié du temps en raison de problèmes techniques ou nautiques. En 1978, la S.N.C.F. a enregistré une perte de 23 millions de francs, tandis qu'en 1979, cette perte s'est élevée à 33 millions de francs, mais ce taux d'indisponibilité a chuté à 5 % début 1980.
En 1981, la SNCF décide de s’en retirer, invoquant une rentabilité insuffisante, et cédé l’appareil à la société britannique Hoverspeed issue de la fusion de Seaspeed et de sa concurrente Hoverlloyd, qui exploitait, elle aussi, des aéroglisseurs entre l'Angleterre et la France. Avant sa remise en service, l’appareil subit plusieurs modifications à Boulogne en 1982, visant notamment à améliorer sa maniabilité à faible vitesse, par des ajustements des jupes et l’ajout d’évents. Cependant, malgré ces efforts, le N500 reste sujet à divers problèmes techniques, dont des vibrations et des dysfonctionnements au niveau des jupes et du pas des hélices, entraînant l’annulation de plus d’un tiers des traversées prévues. Il opère à nouveau en 1983, pour une très courte durée, sous les couleurs d’Hoverspeed. À la fin de la même année, il est définitivement retiré du service. 
Estimant que l’aéroglisseur ne répond pas aux spécifications exigées, Hoverspeed retourne l’appareil à la SNCF, qui le laisse un temps à l'abandon sur la plage de Boulogne. Finalement, le N500 Ingénieur Jean Bertin est détruit sur l'hoverport de Boulogne-sur-Mer et ferraillé en octobre 1985, mettant un terme définitif à son exploitation.

## Performances
Le Naviplane N500-02 Ingénieur Jean Bertin a établi les performances suivantes sur la Manche :
- Traversée Douvres - Calais en 22 minutes et 15 secondes le 25 février 1980[6],
- Traversée Douvres - Boulogne Le Portel en 25 minutes le 4 septembre 1981.

Ces deux performances constituent des records non homologués de la traversée de la Manche.

## Exemplaires construits
| Numéro              | N500-01       | N500-02                                     |
| Nom                 | Côte d'Argent | Ingénieur Jean Bertin                       |
| Date de lancement   | 1977          | 1977                                        |
| Compagnie           | /             | SeaSpeed (1978-1981) Hoverspeed (1981-1985) |
| Date de destruction | 1977          | 1985                                        |